# La Ville-aux-Bois
La Ville-aux-Bois è un comune francese di 27 abitanti situato nel dipartimento dell'Aube nella regione del Grand Est.

## Società

### Evoluzione demografica
Abitanti censiti